# Olivier Nakache e Éric Toledano

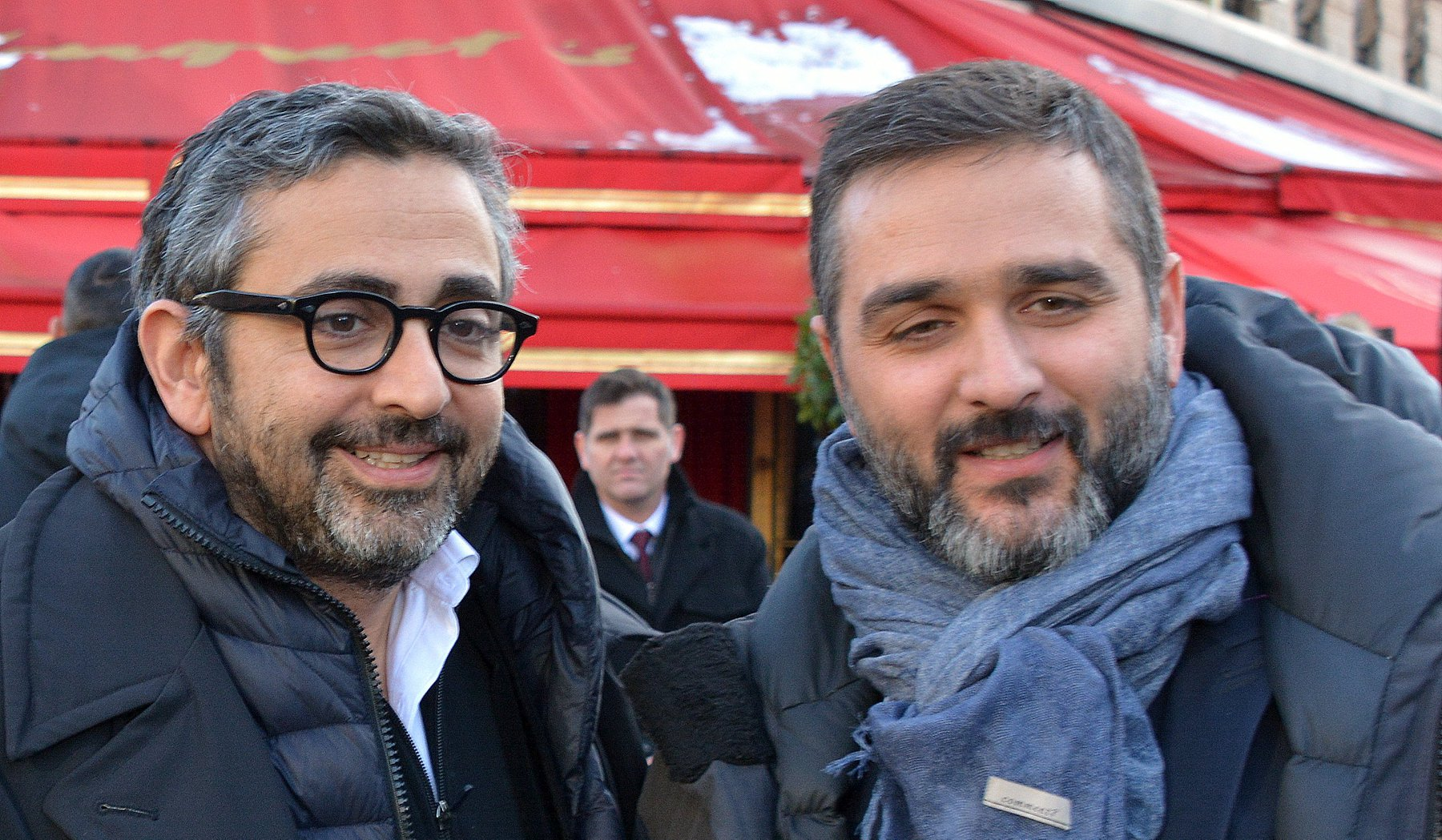
Éric Toledano e Olivier Nakache ai Premi César 2018

Olivier Nakache (Suresnes, 14 aprile 1973) e 
  Éric Toledano (Parigi, 3 luglio 1971) sono due registi e sceneggiatori francesi, noti per aver scritto e diretto il film del 2011 Quasi amici - Intouchables.

## Biografia
Olivier Nakache, fratello dell'attrice Géraldine Nakache, nasce da genitori ebrei algerini, mentre Éric Toledano nasce da migranti marocchini ebrei. Hanno vinto il David di Donatello per il miglior film dell'Unione europea nel 2012 per Quasi amici - Intouchables.

## Filmografia

### Cinema
- Je préfère qu'on reste amis... (2005)
- Primi amori, primi vizi, primi baci (Nos jours heureux) (2006)
- Troppo amici (Tellement proches) (2009)
- Quasi amici - Intouchables (Intouchables) (2011)
- Samba (2014)
- C'est la vie - Prendila come viene (Le sens de la fête) (2017)
- The Specials - Fuori dal comune (Hors normes) (2019)
- Un anno difficile (Une année difficile) (2023)

### Cortometraggi
- Le Jour et la Nuit (1995)
- Les Petits Souliers (1999)
- La Part de l'ombre (2000)
- Ces jours heureux (2002)